# Joanne
Joanne é o quinto álbum de estúdio da artista musical estadunidense Lady Gaga. O seu lançamento ocorreu em 21 de outubro de 2016, através da Interscope Records. Após mudar de gestão e lançar um disco de jazz com o cantor Tony Bennett, intitulado Cheek to Cheek (2014), Gaga decidiu reinventar sua imagem e usou em Joanne uma sonoridade "despojada" de soft rock e country. Diferente dos trabalhos anteriores da cantora, o conteúdo lírico do álbum aprofunda-se em temas familiares e emoções da vida, com a morte de sua tia paterna, Joanne Stefani Germanotta, tendo uma significativa influência na obra, desde o seu título até o seu encarte.
Sob a produção executiva da própria cantora e de Mark Ronson, as gravações do disco tiveram início em 2015 e continuaram até a última sessão de masterização, em 2016, ocorrendo em estúdios nos Estados Unidos, na Inglaterra e no Equador; boa parte do processo foi divulgado por ela em suas redes sociais, contando com a colaboração de uma série de produtores e músicos, bem como a participação vocal da inglesa Florence Welch na faixa "Hey Girl".
Considerado um dos álbuns mais aguardados de 2016, Joanne foi bem recebido por críticos musicais, que elogiaram a mudança musical de Gaga, seus vocais, sua produção e o conteúdo das letras, mas tiveram reações ambivalentes quanto à sua autenticidade. Incluído em listas dos melhores discos do ano, o disco foi observado por analistas por ter introduzido uma nova identidade visual e musical da intérprete e por ter influenciado projetos de outros artistas. Comercialmente, liderou tabelas de álbuns de nações como Argentina, Austrália, Brasil, Canadá, Espanha, Suíça e Reino Unido. Nos Estados Unidos, tornou-se o quarto álbum de Gaga a liderar a parada Billboard 200, onde comercializou 201 mil unidades em sua primeira semana.
"Perfect Illusion", "Million Reasons" e a faixa-título foram lançadas como singles do disco, com a segunda obtendo maior destaque na Billboard Hot 100, onde atingiu a quarta colocação como pico. Adicionalmente, "A-Yo" foi distribuída como single promocional, e "John Wayne" recebeu um vídeo musical acompanhante embora não tenha sido oficializada como foco de promoção. Para a divulgação de Joanne, Gaga apresentou-se em uma série de eventos e programas, realizando a turnê promocional Dive Bar Tour em bares, uma apresentação no show do intervalo do Super Bowl LI, ocorrido no NRG Stadium em Houston, Texas no dia 5 de fevereiro de 2017, que foi a segunda mais vista de todos os tempos com uma audiência de 117.5 milhões de espectadores, e um concerto na edição de 2017 do Coachella Valley Music and Arts Festival. Logo após a performance no Super Bowl, foi anunciada a Joanne World Tour, que se iniciou em 1º de agosto de 2017 na Rogers Arena em Vancouver, Canadá e foi prematuramente concluída em 1º de fevereiro de 2018 na Genting Arena em Birmingham, Inglaterra, devido a fortes dores no corpo causadas pela fibromialgia da cantora.

## Antecedentes

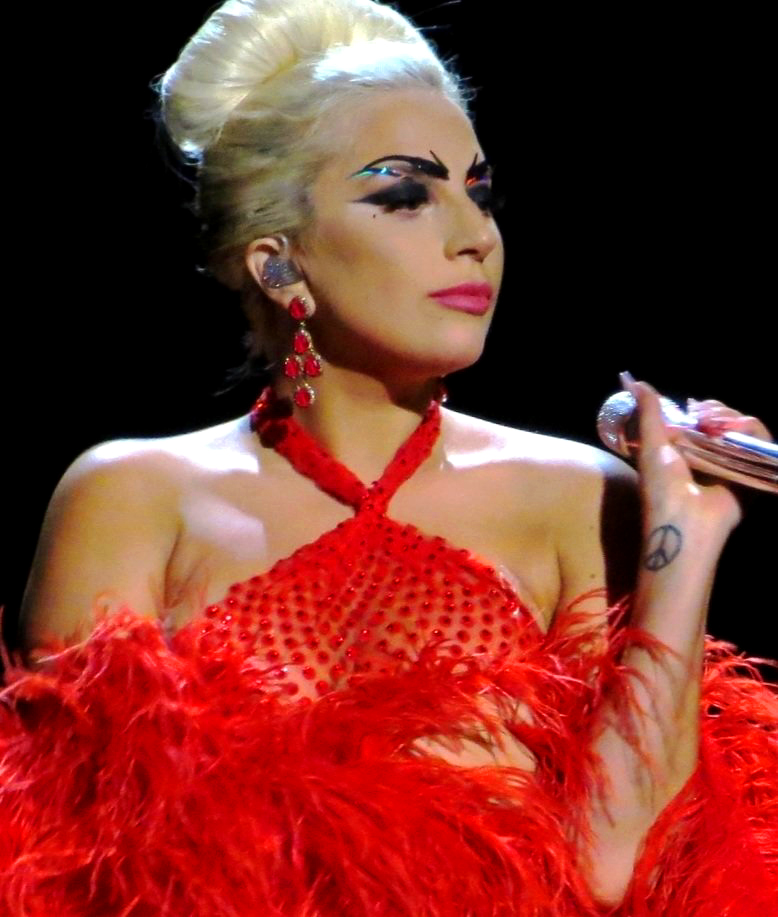
Gaga em uma nova imagem após a era Artpop, durante a divulgação do disco Cheek to Cheek

O terceiro álbum de estúdio de Gaga, Artpop, foi lançado em novembro de 2013 sob críticas mistas. O disco debutou no topo da Billboard 200 e em julho de 2014 registrava 2,5 milhões cópias vendidas mundialmente. Uma turnê em divulgação ao disco, intitulada ArtRave: The Artpop Ball, foi realizada entre maio e novembro de 2014, encerrando com uma arrecadação total de US$ 88.7 milhões e um público de 947 mil pessoas. O lançamento de um segundo volume do álbum foi mencionado por Gaga, constituído por "material mais experimental". Durante a era, a artista rompeu com o empresário de longa data Troy Carter no final de 2013 e em junho de 2014 ela e seu novo empresário Bobby Campbell juntaram-se à Artist Nation, divisão de gerenciamento de artistas da Live Nation Entertainment.
Sobre sua vida pessoal, a cantora confessou estar deprimida sobre si mesma e seus talentos e decidiu dar um tempo na música. A recepção ambivalente de Artpop influenciou Gaga a reinventar sua imagem. Adotando uma aparência mais suave na mídia, a artista deu ênfase a seu talento vocal, e foi bastante elogiada por seu tributo ao filme The Sound of Music (1965) no Oscar 2015, onde apresentou uma mistura de canções do longa. Ela também lançou um álbum de jazz em colaboração com o compatriota Tony Bennett em setembro de 2014, intitulado Cheek to Cheek, que foi bem recebido criticamente e ganhou um Grammy Award de Melhor Álbum Vocal de Pop Tradicional.
A cantora também participou de outros projetos musicais, regravando "I Want Your Love", da banda Chic, para um vídeo promocional da coleção primavera-verão de 2016 da Tom Ford. Além de seus empreendimentos musicais, Gaga também estrelou American Horror Story: Hotel, quinta temporada da série antológica American Horror Story, que foi exibida entre outubro de 2015 e janeiro de 2016 e lhe rendeu um Globo de Ouro de melhor atriz em minissérie ou filme para televisão. Em entrevista nos bastidores da premiação, a cantora confirmou o lançamento de seu quinto disco de inéditas para 2016 e que estava trabalhando na logística e nos aspectos visuais do projeto. Durante a maior parte de 2015 e 2016, a artista compartilhou o processo de criação e gravação do projeto em suas redes sociais. Ela foi vista com seu colaborador de longa data, o produtor RedOne, além de profissionais como Giorgio Moroder, Mark Ronson e Nile Rodgers, entre outros.

## Desenvolvimento e gravação

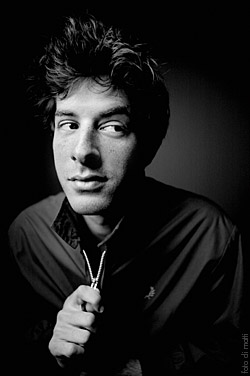
Mark Ronson (na foto) e Gaga serviram como os produtores executivos do álbum.

Gaga comentou que queria "surpreender seus fãs [com o álbum]", completando: "Mas eu só irei dizer que é uma maravilhosa experiência de busca espiritual. E é bastante diferente [de Artpop] nesse sentido". Em entrevista para a Billboard, o produtor RedOne revelou que a cantora estava em um estado mental "mais limpo" do que antigamente, do qual ele achou que poderia ser benéfico para essa nova colaboração. Gaga e Mark Ronson serviram como os produtores executivos de Joanne. Ambos cresceram em Upper East Side, Nova Iorque, há cerca de dez quarteirões um do outro e já haviam trabalhado juntos em "Chillin" (2009) de Wale. Eles se reuniram no final de 2015, quando a artista apresentou a canção "Angel Down" ao produtor em um estúdio de Londres. Mais tarde, trabalharam por seis meses no Shangri-La Studios de Rick Rubin em Malibu, enquanto Rubin estava envolvido em outros projetos. Em seu primeiro dia no estúdio, a dupla desenvolveu a canção "Joanne", e Mark então encorajou a cantora a escrever letras sobre "qualquer coisa que estivesse acontecendo na vida ou na mente dela".
As gravações continuaram até a última sessão de masterização do álbum, em 2016, ocorrendo em estúdios situados nos Estados Unidos, na Inglaterra e no Equador. Gaga envolveu-se profundamente com os aspectos técnicos da música a ser gravada. "Ela adora ficar sentada em um piano e dar ordens a um baterista e tem uma voz incrível", disse Ronson, complementando que primeiramente eles começavam pela melodia e, em seguida, prosseguiam com a canção. O produtor mais tarde mencionou que a música gravada com Gaga é um de seus trabalhos favoritos: "É incrível – eu adoro. Mal posso esperar para que vocês a ouçam porque a música fala por si só – alguns dos meus músicos preferidos estão trabalhando nela". Ronson também deu a entender o envolvimento de Kevin Parker, da banda Tame Impala, no projeto, informação mais tarde confirmada pela BBC Music.
Muitos músicos proeminentes participaram de Joanne. Gaga convidou Father John Misty para tocar bateria no disco, enquanto Ronson convocou Josh Homme, da banda Queens of the Stone Age, para tocar guitarra na canção "John Wayne"; além disso, Homme também tocou bateria e co-produziu a faixa. Mark também chamou Beck para colaborar no álbum, resultando na música "Dancin' in Circles". Gaga, fã de longa data de Beck, ficou inicialmente fascinada em trabalhar com ele. Ela e Florence Welch desenvolveram o conceito de "Hey Girl" durante uma reunião no Electric Lady Studios em Nova Iorque. De acordo com Gaga, o tema da obra exigia uma participação feminina, tendo escolhido Welch por considerá-la como "uma das melhores vocalistas do mundo, se não a melhor". Ronson criou o som orgânico do disco recrutando músicos com os quais já havia trabalhado anteriormente em projetos para Rufus Wainwright e Amy Winehouse, porém creditou o produtor BloodPop por "[trazer o álbum] para a era moderna". Enquanto isso, Gaga colaborou com Elton John; as sessões resultaram em uma música chamada "Room in My Heart", que não entrou para o produto final. Antes do lançamento do álbum, John comparou a composição de Gaga com a de canções antigas delas como "Bad Romance" e "You and I".

## Lançamento
Antes mesmo do início de 2016, o novo álbum de inéditas de Gaga foi considerado um dos mais aguardados daquele ano pela Billboard e pelo portal Digital Spy. Nos primeiros dias do ano, as revistas Rolling Stone e Forbes também o incluíram entre os mais esperados do período, enquanto que em uma enquete realizada pelo Idolator, leitores o votaram como o segundo mais esperado, apenas atrás do disco de Britney Spears, com 44 mil e 278 votos. O jornal USA Today e os canal Fuse também consideraram o projeto um dos mais aguardados. Com a chegada do segundo semestre, a Billboard voltou a considerá-lo um dos mais esperados, em conjunto com o canal VH1.
Bobby Campbell, empresário de Gaga, confirmou que o próximo álbum da cantora não seria lançado até o segundo semestre de 2016, com Elton John comentando que o disco não seria lançado até 2017. Em setembro de 2016, a artista atualizou sua página oficial anunciando o início de uma nova era, revelando o nome do single inicial do álbum, "Perfect Illusion". Em 15 do mesmo mês, ela participou do programa Beats 1, do serviço de streaming Apple Music, no qual revelou que o título do projeto seria Joanne e agendando seu lançamento para 21 de outubro seguinte. Gaga também confirmou que, dentro das 48 horas seguintes, o produto seria finalizado. A intérprete confessou que o anúncio do título e sua data de lançamento foi um momento agridoce para ela, reconhecendo que "isso não é apenas o fim desse momento. É só o começo desse momento".
Na mesma entrevista, Gaga confirmou que o álbum não seria exclusivamente disponibilizado em serviços de streaming como Apple Music ou Tidal, ao contrário de lançamentos recentes, explicando ao apresentador Zane Lowe: "Eu disse à minha gravadora que se eles assinassem esses contratos com a Apple Music e o Tidal, eu mesma vazaria minhas músicas novas". A postura da cantora deveu-se ao debate entre os serviços do tipo sobre os direitos exclusivos de streaming dos lançamentos dos artistas. No portal da Amazon, o álbum foi listado para pré-venda e as canções foram listadas como inéditas, com suas respectivas datas de lançamento. Entretanto, fãs descobriram que se selecionassem "Play Joanne by Lady Gaga" nos alto-falantes Echo da empresa, uma prévia de trinta segundos de cada faixa seria disponibilizada. A Amazon veio a retirar as prévias de todo o disco. Três dias antes de seu lançamento, Joanne foi colocado à venda em lojas da Bélgica, resultando em vazamentos na Internet.

## Capa, encarte e título

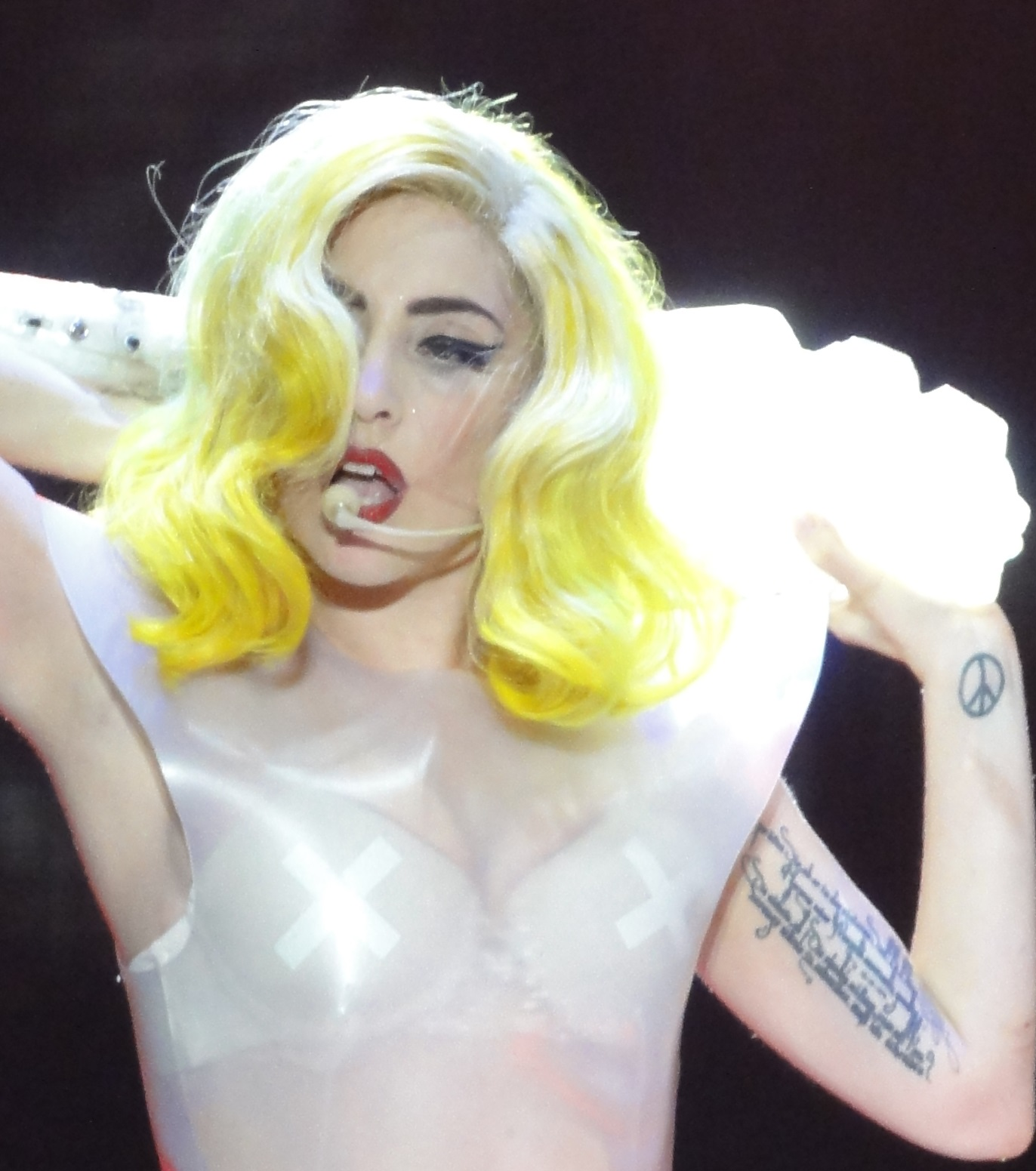
A tatuagem de Gaga em seu bíceps esquerdo mostra a data de falecimento de sua tia, em meio a linhas de um poema de Rainer Maria Rilke.

Gaga nomeou o álbum de Joanne em homenagem à sua tia paterna, Joanne Stefani Germanotta, que faleceu em 18 de dezembro de 1974 aos 19 anos de idade, devido à complicações decorrentes de lúpus. A cantora, cujo nome do meio é Joanne (Stefani Joane Angelina Germanotta), notou que a morte de sua tia teve um efeito profundo em sua família e, embora ela tenha nascido quase 12 anos após a morte de Joanne, a influência de sua tia foi predominante em sua família e em seu trabalho. O seu álbum de estreia, The Fame (2008), contém um poema intitulado For a Moment, escrito por Joanne, no encarte. Gaga creditou Joanne por ajudá-la a superar problemas de dependência química, dedicando a sua turnê The Fame Ball Tour a ela. A artista tatuou a data do falecimento de Joanne em seu bíceps esquerdo, entre versos de um poema de Rainer Maria Rilke. Seus pais abriram um restaurante chamado Joanne's Trattoria em Nova Iorque no ano de 2012. Gaga notou diversas vezes que, embora nunca tenha conhecido Joanne, ela foi "uma das pessoas mais importantes na minha vida". Após escrever a canção "Joanne" com Ronson, ela decidiu intitular o álbum da mesma forma, tornando-o uma homenagem a ela.
Junto com o anúncio do título do álbum, sua capa também foi revelada. A foto, tirada por Andrea Gelardin e Ruth Hogben, apresenta o perfil esquerdo de Gaga em frente a um fundo azul, com ela usando um chapéu rosa de abas largas. A peça foi confeccionada por Gladys Tamez, amiga da intérprete e fabricante de chapéus, que revelou que o chapéu também serviu como fonte de inspiração por trás da direção geral do álbum. Tamez explicou ao The Daily Beast que os chapéus foram inspirados pela cantora inglesa Marianne Faithfull, acrescentando que "Gaga foi a primeira pessoa a pedir esse chapéu em rosa, porque é a cor favorita dela". A profissional nomeou o chapéu de "Lady Joanne" e comentou que, devido às preferências da artista, ela precisou mudar as formas, a cor e a fita do chapéu. Enquanto desenvolviam a capa e a imagem geral para era, Tamez e Gaga falaram sobre usar mais cores pasteis, inspiradas pela década de 1970.
Escrevendo para a Billboard, Dominique Redfearn notou que a capa possuía uma aparência mais simples em comparação com as de Born This Way e Artpop. Seu colega Andrew Unterberger descreveu a capa e o design de arte como "cuidadosamente compostos", acrescentando que eram indicações de que a música seria mais simples. A revista veio a nomeá-la a 25.ª melhor capa de 2016, com um editor avaliando que a imagem "introduziu com sucesso o álbum 'esta sou eu' que Gaga pretendia com seu quarto disco de inéditas extremamente pessoal". A lista de faixas final de Joanne é constituída por 11 canções na edição padrão e outras três na versão deluxe. O encarte do disco apresenta itens pessoais da família Germanotta como fotos de Gaga e seu pai, a carteira de motorista de Joanne e sua caligrafia. A cantora sentiu ser "legal incluir heranças de família que têm significado para mim ainda hoje. (...) E uma Polaroid de mim e [Ronson] no estúdio conforme construíamos nossa família musical pop cowboy dance soul funk rock sem regras".

## Composição

### Temas e influências na composição
Retornar à sua família e para onde você veio, e à sua história... é isso que lhe torna forte. Não é olhando para fora que isso vai acontecer — é olhando para dentro... Joanne é uma progressão para mim. Era sobre ir ao estúdio de esquecer que eu era famosa.

—Gaga falando sobre os temas do álbum.
A família é um tema essencial em Joanne, com Gaga explicando que o álbum "atravessa todas as emoções [da família]". Enquanto desenvolvia o projeto, a cantora imaginou uma menina no meio do país que entendesse as letras que ela havia escrito e também encontrasse uma conexão humana. Para conseguir isso, Gaga decidiu englobar uma variedade de gêneros no disco, incluindo "[misturas] entre country e funk, pop, dance, rock, música eletrônica, folk, conforme dito em entrevista para o E!. O trágico falecimento precoce de Joanne Germanotta impactou o quociente emocional das faixas, bem como o conteúdo lírico. Além da perda, outras sensações emocionais como mágoa, identidade, frustração, desejo e nostalgia também influenciaram o álbum. A cantora esclareceu que, com Joanne, ela queria se "mostrar para o mundo e levar comigo as histórias mais profundas que eu tenho da minha vida e transformá-las em músicas que espero que toquem as pessoas em uma maneira profunda e significante sobre suas próprias vidas e histórias".
A experiência de trabalho de Gaga em American Horror Story também influenciou o processo criativo de Joanne, com a cantora mencionando: "Eu retornei a algo no qual acreditava muito, que é a arte da escuridão". Estar na série também afetou seus vocais, com a artista explicando que "escutaria" mais a música e depois escreveria as letras; a intérprete acrescentou que o álbum falaria menos de seu tempo doloroso durante a era Artpop e teria mais claridade, concluindo: "Agora estou pensando mais sobre o que eu quero dizer e [sobre] o que quero deixar na Terra. É menos uma expressão de toda a minha dor". Em entrevista feita em 2015 para o The Inquirer, Gaga disse que havia descoberto um lado mais obscuro de si mesma durante a concepção do trabalho — mais obscuro do que seus fãs poderiam esperar:
| “ | Eu estou descobrindo milhões de coisas novas sobre mim, o que eu quero e o que eu quero ser; mais importante, encontrei um lugar para colocar bastante dor e angústia que eu não tinha onde colocar. Você pode colocá-las em sua música, mas isso não é sempre o que as pessoas querem de mim na minha música. (...) Elas querem uma garota doce e encantadora de 'Just Dance' ou querem 'Bad Romance' e isso está ótimo. (...) Estou contente em entregar [essas personalidades] para as pessoas, mas talvez com a minha canção 'Dope' ou algumas das coisas que eu fiz em Artpop, você viu um tipo de lado obscuro, embrulhado em cores. Mas talvez aquilo não seja sempre o que as pessoas querem ver. Elas querem ver a perfeição... é a perfeição que vence. | ” |

Outras influências vieram dos homens na vida de Gaga, desde seu pai Joe Germanotta ao seu ex-noivo Taylor Kinney. Usando seu "espírito rebelde", a cantora comentou que queria tentar compreender todas as relações diferentes pelas quais passou, dizendo que Joanne não era "um álbum triste. É um álbum que é muito revelador de mim como mulher". Segundo Kevin Fallon, do The Daily Beast, "o ato de ser Lady Gaga afogou toda a música brilhante, e a importância de Lady Gaga de alguma forma mudou o simples prazer de ser fã dela: era a sua autenticidade, em toda a sua estranheza e perseguição artística elevada, que falava conosco. Aquilo parecia ter desaparecido". Ele sentiu que, com Joanne, Gaga conseguiu eliminar toda essa redundância e apresentar-se como uma "artista evoluída", que poderia apresentar emoções verdadeiras nas canções em vez de cobri-las com batidas de música eletrônica.

### Conteúdo e estrutura musical

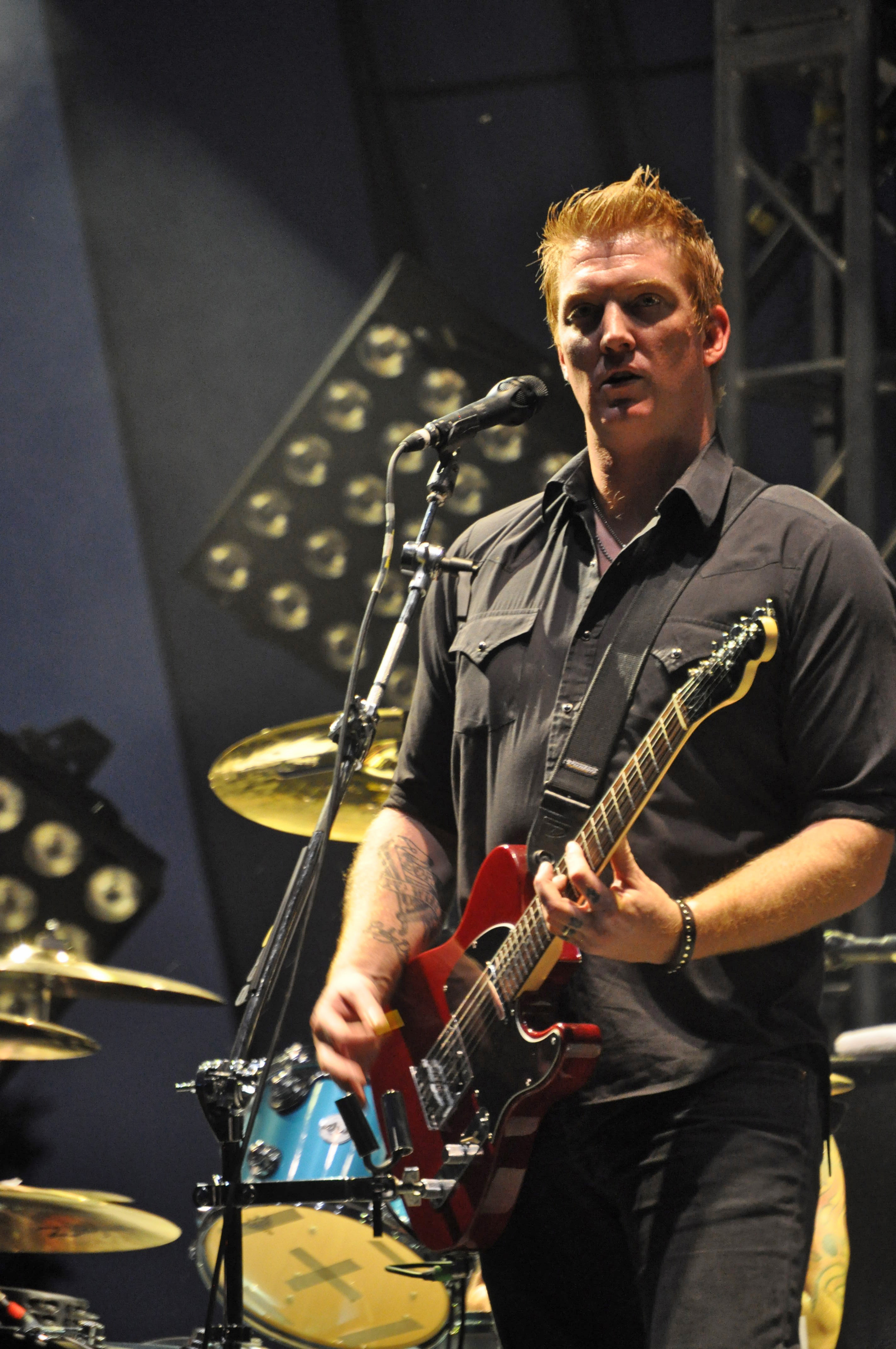
Josh Homme, integrante da banda Queens of the Stone Age, co-compôs e co-produziu "Diamond Heart" e tocou guitarra na mesma faixa e em "A-Yo", "John Wayne" e "Sinner's Prayer".

Uma vez que Gaga não queria restringir Joanne em qualquer gênero musical, o álbum varia do dance-rock até música country introspectiva. A cantora professou um fascínio pelo country e todos os seus aspectos, o que acabou influenciando o estilo musical do disco. Em termos de produção e composição, o produto deu continuidade à abordagem musical "despojada" tomada pela cantora após a era Artpop e apresentou mais ênfase nos vocais de Gaga e nos aspectos líricos das faixas, fazendo com que pareçam formarem uma história. Em entrevista para a Rolling Stone, a intérprete acrescentou que as canções eram "histórias sobre a minha família, minha irmã, meu pai e minha tia. A família da minha mãe. Minhas relações com homens, minhas falhas". Joe Lynch, da Billboard, descreveu o CD como "uma coleção estilisticamente eclética de rock fanfarrão, baladas introspectivas e grooves cheios de alma e dançantes". Rob Sheffield, da Rolling Stone, considerou-o "a virada de Gaga para o soft rock", enquanto o portal Allmusic classificou-o no gênero dance-pop.
O álbum começa com "Diamond Heart", que define o seu tom. Semelhante aos seus primeiros trabalhos, a cantora profere a linha "Eu não sou perfeita, mas... tenho um coração de diamante". Em termos líricos, é naturalmente autobiográfica, enquanto sua composição musical começa com uma sensação temperamental nos versos — exemplificada pelo uso de um teclado Fender Rhodes —, dando sequência a um pré-refrão guiado por bateria e um refrão rock-EDM, com Josh Homme tocando guitarra. A segunda faixa, "A-Yo", possui toques de música country e é reminiscente à música tocada em bares, com palmas duplas e batidas acentuadas por metais. Liricamente, é uma metáfora para ter relações sexuais com alguém, e a produção country, conquistada através da repetição de dois acordes iguais, é completada pelos vocais de apoio gritantes de BloodPop e a adição de sintetizadores. Com o início da faixa-título, o ritmo geral diminui. Acompanhada apenas por um violão e percussão mínima, Gaga canta sobre sua falecida tia Joanne, com letras "sinceras".  "John Wayne" é uma faixa pop rock e country-dance liricamente mais irônica, com Gaga incluindo referências a cowboys nas linhas inicias da canção: "Eu amo um cowboy, eu sei que é ruim, mas eu estou, tipo, será que eu poderia montar na parte de trás do seu cavalo e você poderia ir um pouco mais rápido?". Os vocais da cantora são acompanhados pela guitarra de Homme e a faixa refere-se aos seus relacionamentos anteriores, com comparações ao ator John Wayne.
A quinta música, "Dancin' in Circles", apresenta composição do cantor Beck e é uma canção pop formada por uma batida dance, uma ponte falada e letras que falam de divertir-se por conta própria. Descrita como um "ode à masturbação" com influências de reggae, ska e dancehall e semelhanças a "Alejandro", da própria cantora, e a trabalhos de Gwen Stefani e Ace of Base. fala sobre divertir-se por conta própria, com Gaga fantasiando sobre um antigo amante enquanto dança sozinha tarde da noite, a última sendo uma referência à masturbação. "Perfect Illusion" é uma canção dance-rock composta sobre uma sequência crescente de acordes na qual os vocais da cantora são mantidos puros e sem tratamento, para evitar o uso Auto-Tune. Perto dos dois minutos (2:00), ocorre uma mudança de tom para o último refrão. Na balada pop "Million Reasons", Gaga fala sobre um amor que não dura, repetindo o título em diversas ocasiões nas estrofes. Sua instrumentação é formada por um piano semelhante ao usado em canções country e violão "francamente dedilhado", conforme escrito por Patrick Bowman, da página Idolator. Nas primeiras linhas, a intérprete profere: "Você me dá milhões de razões para lhe abandonar / Você me dá milhões de razões para desistir". De acordo com Tom Rasmussen, da revista i-D, esta é a canção com mais influências country de todo o álbum.
"Sinner's Prayer" é instrumentalmente formada de sinos e assobios e, em termos musicais, é uma mistura de country, R&B e pop. Co-composta por Josh Tillman, artisticamente conhecido como Father John Misty, a faixa apresenta Gaga sendo vulnerável e querendo que seu homem a ame da maneira que ela é. Linhas como "O amor dela por ele não é barato / Mas se parte como uma peça fajuta da Fulton Street" referenciam a rua de mesmo nome em Manhattan, onde mercadoria barata é vendida. Na nona composição "Come to Mama", a cantora interpreta em uma voz afetada enquanto alonga sua enunciação vocal. Inspirada pelo som dos anos 1970, a canção possui um grande refrão, destacado por uma sessão de metais e um ritmo de baterias fortes, falando sobre aceitar uns aos outros. A obra possui referências bíblicas, com a artista referindo-se aos Velho e Novo Testamentos e a linha sobre "um dilúvio de quarenta dias" referindo-se a Noé, enquanto "Pare de apedrejar suas irmãs e irmãos" é retirada de um dos aforismos de Jesus Cristo, "Aquele que dentre vós está sem pecado, seja o primeiro que lhe atire uma pedra". Em "Hey Girl", colaboração com Florence Welch, BloodPop e Ronson acrescentaram uma produção funk de andamento lento, com os vocais de Gaga e Welch tendo proeminência e o conteúdo lírico sendo um "ode à amizade". Uma canção amorosa e sentimental constituída pelos vocais de Gaga, cordas "fantasmagóricas" e guitarras, a décima primeira faixa "Angel Down" foi inspirada pela morte de Trayvon Martin, assassinado por George Zimmerman em 2012, em que a musicista canta linhas como "Balas foram atiradas na rua, perto da igreja onde costumávamos nos encontrar" de maneira "honesta e crua", segundo Rasmussen. O número bônus "Grigio Girls" presta homenagem à amizade da intérprete com Sonja Dunham, diretora de gestão de sua empresa criativa Haus of Gaga, diagnosticada com câncer de mama, enquanto "Just Another Day" se inicia com uma introdução de sintetizadorese possui influências de David Bowie e The Beatles, com os vocais proeminentes da artista sendo acompanhados por Ronson na guitarra e Brian Newman tocando trompas.

## Recepção

### Crítica profissional
| Críticas profissionais | Críticas profissionais |
| Pontuações agregadas   | Pontuações agregadas   |
| Fonte                  | Avaliação              |
| ---------------------- | ---------------------- |
| Metacritic             | 67/100                 |
| Avaliações da crítica  |                        |
| Fonte                  | Avaliação              |
| Allmusic               | [ 62 ]                 |
| Digital Spy            | [ 78 ]                 |
| NME                    | [ 79 ]                 |
| Pitchfork Media        | [ 80 ]                 |
| Folha de S. Paulo      | [ 81 ]                 |
| Rolling Stone          | [ 61 ]                 |
| Slant Magazine         | [ 82 ]                 |
| The A.V. Club          | (B)                    |
| The Guardian           | [ 84 ]                 |
| The Independent        | [ 85 ]                 |

Joanne obteve uma recepção positiva dos críticos especializados em música contemporânea, com analistas elogiando o novo estilo musical de Gaga e o foco em seus vocais, bem como a produção e os vários estilos musicais englobados no projeto; alguns, porém, notaram falta de autenticidade. O portal Metacritic, com base em 27 resenhas recolhidas, concedeu à obra uma média de 67 pontos, de uma escala que vai até cem, indicando "análises geralmente favoráveis".
Avaliando o álbum com quatro estrelas de cinco, Neil McCormick, do jornal britânico The Daily Telegraph, elogiou o material presente nele, comentando: "Com grandes canções e grande produção, Joanne certamente soa como algo interessante. Mesmo quando sua modernidade é expressa pelas misturas e combinações de gêneros ou adição de zunido digital aos tropos familiares, por toda a sua bravura exuberância e destreza pop é muito antiquado a sua essência". Dando a mesma nota, Lewis Corner, do portal britânico Digital Spy, avaliou que o produto "é claramente o disco mais pessoal de Gaga, colocando de lado os personagens sintéticos para algo mais honesto e, bem, humano... A Mother Monster pode estar aposentada por enquanto, mas o brilho musical de Lady Gaga ainda continua". Stephen Thomas Erlewine, do banco de dados Allmusic, concedeu três estrelas e meia de cinco, opinando que diferente dos trabalhos anteriores da cantora onde ela aprecia como uma "artista de corda bamba", esse disco era mais "pé no chão" e é "feito por uma cantora determinada a executar apenas as acrobacias que ela sabe dominar (...) Os pés de Gaga permanecem firmemente plantados no dance-pop, mesmo quando ela traz um número de colaboradores". Rob Sheffield, da revista Rolling Stone, deu a mesma nota e definiu o álbum como um "clássico noventista de soft rock, carregado de guitarra acústica". Enaltecendo a discreta produção de Ronson e dos outros produtores, Sheffield concluiu a resenha dizendo: "Por todos os seus erros e acertos, Joanne é um bom lembrete do porquê o mundo precisa [de Gaga] por perto." Emily Mackay, da revista britânica NME, prezou a evolução musical da cantora, escrevendo que a lista de faixas é "admiravelmente concisa; um movimento sensível após a pretensão distrativa de Artpop" e que a inspiração em Joanne Germanotta e Trayvon Martin é "uma mensagem simples, quente e vital de uma popstar de alto conceito que nos fez lembrar que, se ela definitivamente não é como nós por baixo de tudo, certamente é humana por completo".
Resenhista do jornal britânico Metro, Jon O'Brien deu uma nota 8 de 10, comentando que este é o disco mais "coeso, focado e maduro" da cantora até a data e que "embora o pop adult contemporary dos anos 1970 talvez não seja o que todo mundo queira [ouvir] (..) é um som que, surpreendentemente, parece um encaixe natural". Escrevendo para o The A.V. Club, Annie Zaleski e apreciou a "fluidez de gênero" do conjunto, dando nota B e opinando que canções como "Diamond Heart", "John Wayne", "Sinner's Prayer" e "Hey Girl" além de serem as melhores do álbum, também destacaram a proeza vocal de Gaga". Marc Snetiker, da revista Entertainment Weekly, concedeu a mesma nota, prezando a mudança musical da intérprete e comentando que "é apenas uma parada temporária na linha do tempo de uma artista que conquistou o direito de desviar-se do caminho". Entregando três estrelas de cinco, Sal Cinquemani, da revista Slant, criticou o disco por suas "baladas exageradas e falta de ganchos marcantes", porém analisou-o como "mais consistente e focado" que Artpop. Maeve McDermott, do jornal USA Today, elogiou Gaga por "expandir sua visão artística e brincar com diferentes gêneros [no disco], ao passo que permanece com as habituais faixas pop que os ouvintes esperam [dela]". Daniel Welsh, do periódico The Huffington Post, disse que embora não seja ruim de qualquer forma, Joanne é um esforço frustrado para manter os fãs da artista e do público em geral que, infelizmente, atraíram-se em canções que lembravam mais o seu antigo repertório como "John Wayne" e "Dancin' in Circles".

Com a nova imagem despojada de Gaga e a paleta musical de raiz, Joanne seria uma sequência evolucionária mais lógica ao tingido pelo rock Born This Way (2011). Mas enquanto ela ainda tenha evitado as roupas extravagantes, Gaga apenas as substituiu com um tipo diferente de pretensão.

—Sal Cinquemani, da Slant Magazine.
Atribuindo ao produto três estrelas de cinco, Andy Gill, do jornal The Independent, avaliou que as influências de rock no produto trabalham em grande parte, citando o trabalho de Josh Homme em "A-Yo" e "John Wayne" como destaque. Caroline Sullivan, colunista do The Guardian, deu três estrelas de cinco totais a Joanne e o considerou um "passo corajoso" para a cantora, complementando: "A grandiosa voz de Gaga acrescenta uma imagem auto-protetora (..) mas ao menos ela já tem uma base para futuros álbuns que podem mostrar a sua verdadeira transparência". Concedendo seis estrelas de dez ao trabalho, Evan Sawdey, da página PopMatters, disse que o disco, com seus "defeitos e tudo" — era um passo musical correto para a artista, que segundo ele fará "fãs e observadores repensaram de novo sobre o que eles sabem da ousada diva". Atribuindo 6.9 de 10, Amanda Petrusich, do portal Pitchfork Media, observou como a intérprete explora um caminho alternativo [no disco] distanciando-se de "provocações visuais" que permearam a maior parte de sua carreira, e que o álbum parece "tentativo, uma afronta a Gaga do passado". Atribuindo ao produto três estrelas de cinco, Andy Gill, do The Independent, avaliou que as influências rock do conjunto trabalham em grande parte, citando o trabalho de Josh Homme em "A-Yo" e "John Wayne" como destaque. Caroline Sullivan, colunista do The Guardian, deu três estrelas de cinco totais a Joanne e o considerou um "passo corajoso" para a cantora, complementando: "A grandiosa voz de Gaga acrescenta uma imagem auto-protetora (..) mas ao menos ela já tem uma base para futuros álbuns que podem mostrar a sua verdadeira transparência". Michael Cragg, do The Observer, apresentou a mesma nota e concluiu que "seu núcleo é uma extensão de carreira e um curio criativo que, mesmo em seus momentos mais fracos, nunca é maçante". Concedendo seis estrelas de dez para o CD, Evan Sawdey, da página PopMatters, disse que o disco, com seus "defeitos e tudo" — era um passo musical correto para a artista, que segundo ele fará "fãs e observadores repensaram de novo sobre o que eles sabem da ousada diva". Atribuindo 6.9 de 10, Amanda Petrusich, da Pitchfork Media, observou como a intérprete explora um caminho alternativo distanciando-se de "provocações visuais" que permearam a maior parte de sua carreira, e que o álbum parece "tentativo, uma afronta ao Gaga do passado". Mikael Wood, jornalista do Los Angeles Times, opinou que a maioria das faixas do disco "careciam de fortes histórias" e soavam mais como "exercícios estilísticos" de Gaga.
Chris Richards, do The Washington Post, criticou Joanne por ser confuso e não autêntico, avaliando: "Embora Gaga tenha encontrado uma maneira de fazer a atuação e o glamour parecerem medidas de austeridade musical, isso não a torna necessariamente desagradável (...) apenas entediante". Rich Juzwiak, da revista Spin, também não considerou autêntica a evolução musical apresentada por Gaga no álbum, comentando: "É compreensível que Joanne mostre Gaga interpretando autenticidade... A imagem apresentada — a ilusão, na verdade — é tão imperfeita quanto é meticulosamente entregue". Greg Kot, do jornal Chicago Tribune, escreveu que "[Gaga] parece estar forçando demais" na obra. Kot também criticou as letras de cunho social em números como "Come to Mama" e "Angel Down". Citando o produto como confuso e incoerente, Jon Caramanica, do The New York Times, observou que o som elementar do disco não veio como uma surpresa, dizendo: "Lady Gaga sempre foi uma cantora muito focada ser estritamente definido por sua imagem visual". [Joanne] não é ousado ou radical — É lógico, uma réplica de seu passado e também de seu grudento pop que a acompanha." Alex Kidd, da Folha de S. Paulo, concedeu três estrelas de cinco e sentiu falta de inovação no produto, comentando que "ao final do disco, mesmo com letras mais pessoais e vulneráveis, a impressão é a de que a popstar ainda não encontrou um caminho autêntico" e sentindo que "ao contrário de seus ídolos [Madonna e David Bowie], que traziam uma injeção de criatividade a cada reinvenção, em Joanne, Gaga apenas emula suas referências".

### Reconhecimento
Andrew Unterberger, da Billboard, selecionou Joanne como o quinto melhor álbum de Gaga, em uma lista com seis — incluindo o EP The Fame Monster —, escrevendo que "alguns dos números mais divertidos ("John Wayne", "A-Yo") parecem uma festa cujo anfitrião está tentando bastante convencer a todos o quanto eles estão se divertindo". Hayden Manders, da revista Nylon, o considerou o segundo melhor em uma compilação semelhante, avaliando que "é, talvez, seu álbum mais sonoramente coeso desde The Fame Monster [e] mais importante, porém, mostra que Gaga ainda tem o poder de nos surpreender e fazer tal com grande sucesso".
À parte, a Billboard considerou Joanne o 32º melhor álbum de 2016 em uma lista com cinquenta discos, com Gil Kaufman comentando que "Gaga voltou ao seu ponto certo" com o álbum. O portal Digital Spy o selecionou como o nono melhor, em uma compilação com vinte trabalhos. Nomeando o álbum como o vigésimo melhor de 2016, Larry Bartleet, da NME, escreveu que "os momentos mais calmos e introspectivos [de Joanne] que mais atingiram e duraram". A resenhista Brittany Spanos, da Rolling Stone, escolheu-o como o sétimo melhor álbum pop de 2016 em uma coletânea com vinte, escrevendo que são "nos momentos de fusão — como a cômica música country-dance "John Wayne" e o tema de masturbação co-composto por Beck, "Dancin' in Circles" — que a diva pop prospera". A Complex selecionou-o como 42.º melhor álbum de 2016 em uma lista apresentando cinquenta, com Kerensa Cadenas escrevendo que "Lady Gaga precisava de Joanne" e que o disco "parece muito refrescante comparado à grandes eletrônicos como The Fame Monster e Born This Way", tendo "algo que esses dois álbuns não têm: mistério".
Compilando os vinte melhores discos do ano, Christopher Rosa, da publicação Glamour, considerou Joanne o 13.º melhor, considerando-o "sutil e profundamente emocional que finalmente revela a mãe por trás do monstro". William Defebaugh, da revista V, avaliou o disco como um dos dez melhores do ano, dizendo que, com o projeto, a cantora "lançou seu corpo de trabalho mais pessoal até a data, detalhando sua jornada de cura pós-trauma" e que ela "faz o que faz de melhor: usa sua voz para proferir uma mensagem de paz e união". Para Claire Stern, da InStyle, Joanne era o quinto melhor álbum de 2016, argumentando que "a homenagem de onze faixas da cantora à sua tia falecida Joanne Stefani Germanotta era como um curso intensivo de dureza e poder feminino". Mesfin Fekadu, da Associated Press, considerou-o o nono melhor disco de 2016 entre os dez melhores, dizendo que Gaga "entrincheira o som que a tornou famosa e prova que ela não é básica". Allan Raible, da American Broadcasting Company (ABC), selecionou Joanne como o 48.º melhor álbum do mesmo períodos, escrevendo: "É o álbum mais orgânico de Gaga até a data, apresentando uma abordagem de escala reduzida. Ele continua a mostrá-la como um talento notável ao descascar algumas das camadas". Joanne foi indicado em duas categorias nos Prêmio Grammy de 2018, um como Melhor Álbum Vocal de Pop e outro em Melhor Desempenho Solo de Pop, este último para "Million Reasons".

## Singles
"Perfect Illusion" foi anunciada como o primeiro single de Joanne em 17 de agosto de 2016, através de uma série de imagens formando uma única gravura sendo revelada no Instagram da cantora, sendo oficialmente lançada em 9 de setembro seguinte e posteriormente enviada para rádios comerciais e adulto contemporâneas. Em termos comerciais, estreou no topo das tabelas espanholas, finlandesas, francesas, gregas e portuguesas, enquanto que nos Estados Unidos obteve como pico a posição quinze da Billboard Hot 100, conquistando também as trinta melhores colocações nas Pop Songs, Adult Pop Songs, de Hot Dance Club Songs e Adult Contemporary. O vídeo musical correspondente foi dirigido por Ruth Hogben e Andrea Gelardin; lançado em 20 de setembro de 2016 durante a segunda temporada da série, Scream Queens, da Fox, retrata a cantora apresentando a canção em uma rave no deserto, com participações de seus compositores e produtores.
"Million Reasons" foi primeiramente divulgada como single promocional de Joanne em 6 de outubro de 2016, acompanhada do início da pré-venda do disco. Entretanto, com o bom desempenho apresentado pela faixa após a performance de Gaga no The Late Late Show with James Corden, a canção acabou por servir como o segundo foco de promoção oficial do disco, sendo enviada para rádios comerciais em 8 de novembro. Comercialmente, listou-se entre as dez primeiros na Eslováquia, na Hungria e na Suíça, e entre as quarenta primeiras em territórios como Austrália, Canadá e Reino Unido. Nos Estados Unidos, com o impacto da apresentação de Gaga no show do intervalo do Super Bowl LI, atingiu o pico na quarta colocação da Billboard Hot 100, tornando-se a décima quarta faixa da artista a se posicionar entre os dez primeiros na parada; o impacto da performance também fez a música ressurgir nas rádios, atingindo picos de números 19, 17, 5 e 20 nas paradas Top Radio Songs, Pop Songs, Adult Pop Songs e adulto contemporânea, respectivamente, convertendo-se no maior sucesso de Gaga em estações radiofônicas desde "Do What U Want". Seu vídeo musical também foi dirigido por Hogben e Gelardin e é uma continuação ao de "Perfect Illusion". Lançado mundialmente em 14 de dezembro de 2016 na MTV, seguido de uma estreia na plataforma Vevo, retrata a intérprete cantando a faixa em um estúdio branco, e tendo um colapso em um deserto antes de ser resgatada por seus amigos.
Um vídeo musical para a faixa "John Wayne" foi lançado no serviço de streaming Apple Music em 8 de fevereiro de 2017, em sequência à boa recepção da apresentação de Gaga no show do intervalo do Super Bowl LI. Posteriormente lançada na conta da cantora na plataforma Vevo, a produção foi dirigida por Jonas Åkerlund e consiste em cenas em que Gaga participa de corridas de carro e moto em alta velocidade, intercaladas com sequências em uma variedade de cenários exagerados e a cantora dançando e cantando. Um representante da Interscope Records confirmou à revista Forbes que apesar de ter sido acompanhada de um vídeo, a faixa não era single de  Joanne, com "Million Reasons" ainda servindo como música de trabalho.

### Promocionais
"A-Yo" foi lançada de forma promocional em 18 de outubro de 2016, após estrear no programa Beats 1 da plataforma de streaming Apple Music. A faixa foi bem recebida por críticos, que reagiram de forma positiva à sua produção. Obteve um pico de número 66 em ambas Billboard Hot 100 e parada britânica, constando também em tabelas canadense, irlandesa e suiça. De acordo com o Headline Planet, a Interscope planejava divulgar a canção como o segundo single de Joanne, programando um envio para estações comerciais e, "embora não explicitamente confirmado pela equipe de rádio" da gravadora, para as rádios adulto contemporânea. Entretanto, o lançamento acabou sendo trocado por "Million Reasons" devido à boa recepção desta; segundo o portal, "A-Yo" "talvez ainda possa receber uma campanha nas rádios ao longo do caminho".

## Promoção

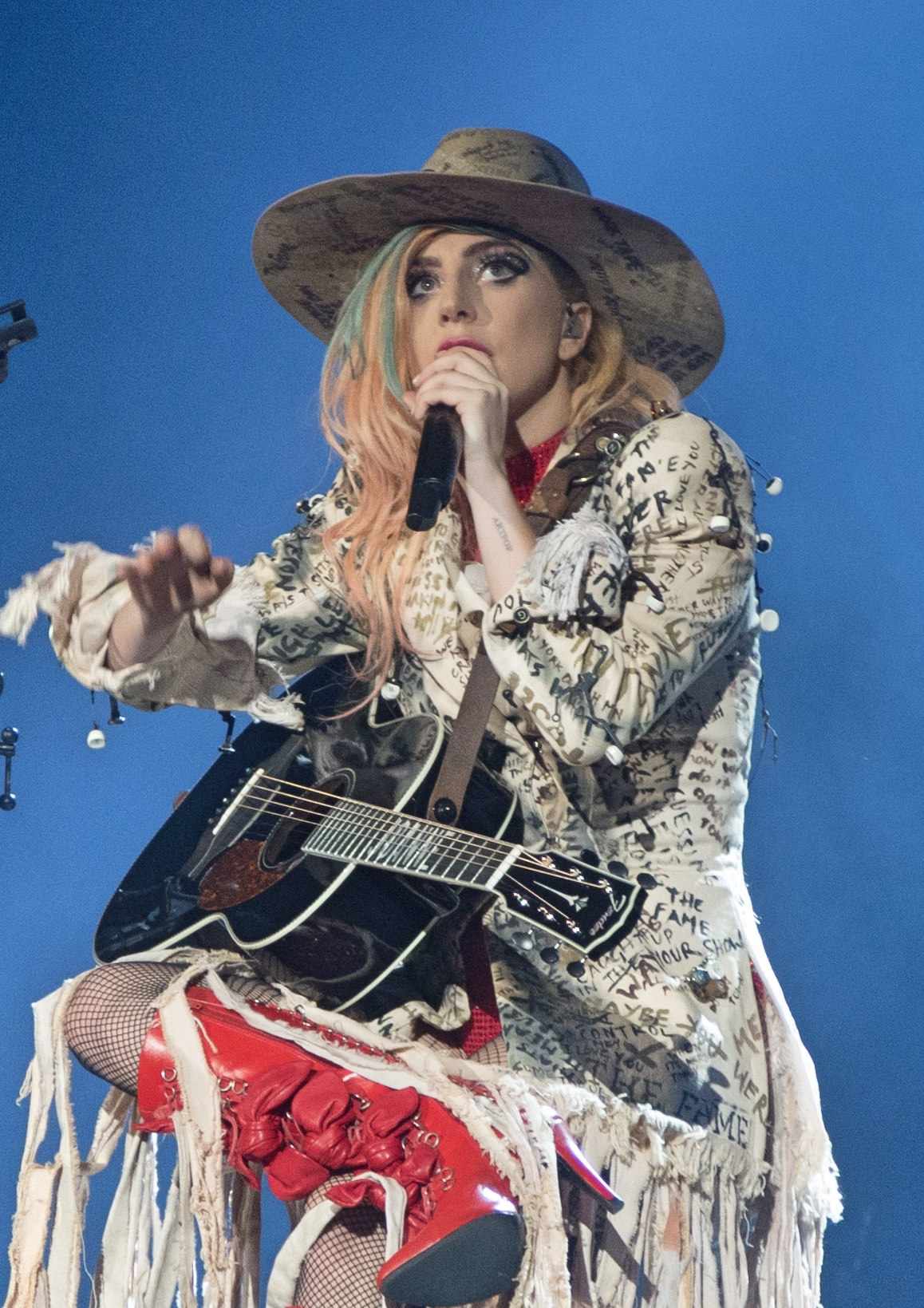
Gaga apresentando "Joanne" na Joanne World Tour em 2018.

De acordo com Chris Willman, da Billboard, a "blitz" promocional de Joanne "parecia algo de uma era passada" devido à rotina tradicional adotada por Gaga e sua equipe, ao invés de lançamentos surpresa de álbuns. Durante sua entrevista para o The Howard Stern Show, a cantora esclareceu que queria divulgar o disco ao "estilo velho-escola", e os eventos que levaram ao lançamento foram descritos por Willman como "o mais culturalmente onipresente desde 1989, de Taylor Swift, há dois anos". O jornalista também teorizou que após a percebida decepção comercial tida com Artpop, a gestão da intérprete queria ter certeza de um retorno bem sucedido com Joanne. Além disso, houve a mudança musical e estilística adotada por Gaga com o lançamento que, sem divulgação, confundiria seu público-alvo e fãs. Willman concluiu dizendo que a divulgação poderia "fornecer uma cartilha pré-Super Bowl para o meio da América — em algum lugar, entre o vestido de carne a colaboração com Tony Bennett, no qual Gaga encontrou um meio-termo".
As atividades promocionais de Joanne começaram com o anúncio de "Perfect Illusion" como o single inicial. Gaga apresentou-a pela primeira vez no Moth Club em Londres, no dia 10 de setembro de 2016, cantando também uma versão ao piano de "Bad Romance". A canção também foi incluída em um trailer de American Horror Story: Roanoke, juntando-se à natureza anônima do tema da temporada. A artista divulgou uma série de comerciais para a Apple Music que apresentaram "Perfect Illusion", concedeu entrevistas ao Good Morning America e ao The New York Times e apareceu na Best Buy de Manhattan para comprar o CD para clientes, que não estavam cientes de sua presença. Uma turnê promocional em apoio ao disco, intitulada Dive Bar Tour, foi anunciada por Gaga em 2 de outubro de 2016. Patrocinada pela Bud Light, a mini-digressão visitou bares dos Estados Unidos nos dias 5, 20 e 27 de outubro em Nashville, Los Angeles e Nova Iorque, respectivamente, com todas as performances sendo transmitidas ao vivo na página da Bud Light no Facebook, assim como na da cantora. Em um comunicado, ela disse: "Minha primeiras apresentações foram em bares de Nova Iorque e ao redor do país, então trabalhar com a Bud Light para retornar às minhas raízes e cantar músicas do meu novo álbum, Joanne, é um jeito muito animador de me conectar com os meus fãs e compartilhar essas músicas com eles", acrescentando que os locais iriam acentuar a "forte atmosfera Americana" do álbum. Durante as apresentações, Gaga estreou "A-Yo" e "Million Reasons", com a última sendo disponibilizada para streaming na conta da artista na Vevo. O repertório variou em cada apresentação, vindo a totalizar todas as faixas do disco.
Em 22 de outubro de 2016, Gaga apresentou-se no humorístico Saturday Night Live, cantando "A-Yo" e "Million Reasons". Para "A-Yo", Mark Ronson tocou guitarra, e a cantora realizou uma performance inspirada em honky-tonk e go-go dancing. "Million Reasons" foi cantada por Gaga ao piano, com a co-compositora Hillary Lindsey fornecendo vocais de apoio. Com base nestas apresentações, Chris White, da revista Paste, chamou-a de uma "artista e vocalista incrível", acrescentando que ela "entende a encenação de tocar música ao vivo [no palco do SNL]". Um áudio com os vocais do microfone também foi bem recebido devido à potência vocal de Gaga. Três dias depois, a intérprete participou do segmento "Carpool Karaoke" do The Late Late Show with James Corden, onde apresentou singles anteriores, além de "Perfect Illusion" e "Million Reasons". No passeio, Gaga conversou sobre seu processo de composição, sua compra de figurinos pertencentes a Michael Jackson e dirigiu o carro em determinado momento. Posteriormente, ela apareceu no palco principal do programa, entrando em parte do monólogo de abertura do apresentador e, em seguida, juntou-se à banda principal para cantar "A-Yo". Na semana seguinte, Gaga viajou ao Japão para promover Joanne. Lá, apresentou uma versão ao piano de "Perfection Illusion" no programa Sukkiri, "Joanne" no New Zero e uma mistura de "Million Reasons", "Perfect Illusion" e "A-Yo" no SMAP×SMAP.

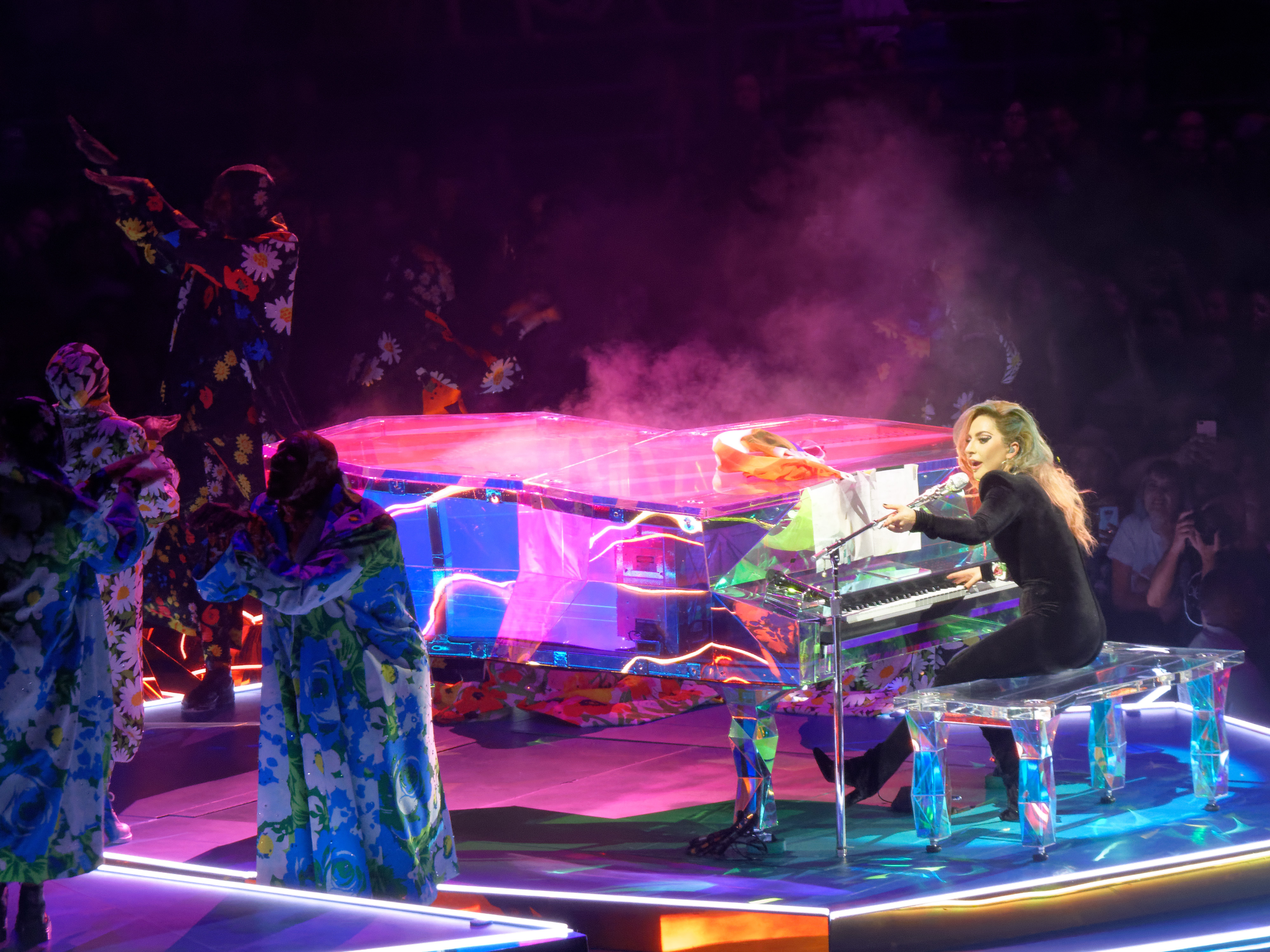
Gaga apresentando "Come to Mama" ao piano na Joanne World Tour, acompanhada por seus dançarinos.

A musicista cantou "Come to Mama" e "Angel Down" no último comício da campanha de Hillary Clinton à presidência dos Estados Unidos, feito em 7 de novembro de 2016 em Raleigh, Carolina do Norte, apresentando também outras faixas de seu repertório e fazendo um dueto de "Livin' on a Prayer" com o cantor Jon Bon Jovi. No Prêmio da Música Americana de 2016, a cantora apresentou "Million Reasons" tocando uma guitarra, com o cenário reminiscente a um campo. A performance foi considerada pela Billboard o terceiro melhor momento da noite, com o jornalista Andrew Unterberger descrevendo-a como uma "performance retumbante". Dias depois, a musicista visitou o centro comunitário LGBT, Ali Forney e cantou uma versão acústica da mesma faixa, sentada em um piano e usando uma camiseta com os dizeres "Be Brave". Gaga viajou à Paris para apresentar-se no Victoria's Secret Fashion Show de 2016, realizado no Grand Palais, onde cantou "Million Reasons" e uma mistura de "A-Yo" e "John Wayne"; um vídeo da artista interpretando a primeira faixa com as angels — nome dado às modelos da marca — foi gravado em 1º de dezembro de 2016 e divulgado no dia seguinte, em antecipação à transmissão do evento na CBS. Cole Delbyck, do The Huffington Post, opinou que as canções de Joanne não eram adequadas como repertório para o Victoria's Secret Fashion Show. No Reino Unido, a cantora performou "Million Reasons" ao piano em um concerto surpresa no shopping center Bush Westfield, em Shepherd's Bush, Londres, e na semifinal da 13.ª temporada do The X Factor. Dois dias depois, a mesma canção foi apresentada no Royal Variety Performance, que contou com a presença de Charles, Príncipe de Gales e Camila, Duquesa da Cornualha, e no programa Alan Carr's Happy Hour no dia 10.
Gaga foi anunciada como a atração principal das noites de 15 e 22 de abril de 2017 no Festival de Música e Arte Coachella Valley, realizado no Empire Polo Club em Indio, Califórnia, em substituição à Beyoncé, que havia sido originalmente anunciada mas precisou cancelar devido à gravidez. No repertório do show, ela incluiu "John Wayne", "A-Yo" e "Million Reasons" (Andreli Remix) e outros números lançados anteriormente, estreando também uma nova faixa, "The Cure", disponibilizada para download digital e streaming logo após a performance e gravada enquanto a cantora e sua equipe estavam trabalhando em outras canções antes do início das filmagens de A Star Is Born (2018), filme que viria a ser estrelado por Gaga. Benjamin Lee, do The Guardian, elogiou a apresentação, embora tenha notado que as faixas de Joanne foram recebidas com "um surpreendente desinteresse" em comparação com as músicas antigas da cantora.

### Showdo intervalo do Super Bowl LI

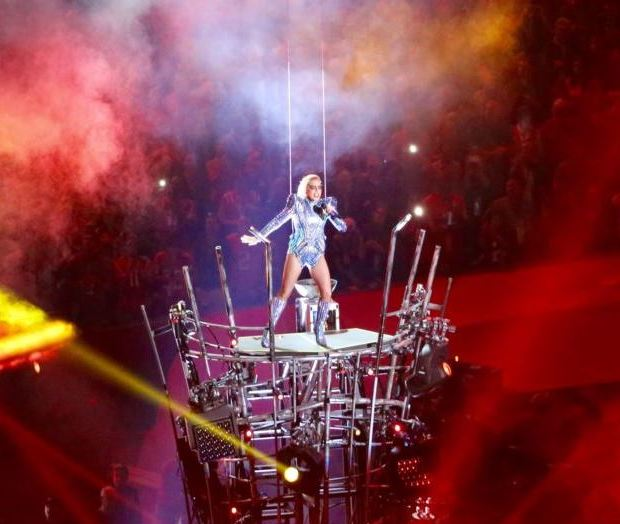
Gaga durante o show do intervalo do Super Bowl LI.

Especulações de quem seria o artista responsável show do intervalo do Super Bowl LI começaram a circular em agosto de 2016, com a mídia apontando a cantora Adele como a possível atração; após a negação da cantora, outros intérpretes foram especulados, como Rihanna, Taylor Swift, Justin Bieber e Eminem. Dias após Joanne ser anunciado, foi noticiado pela Billboard que a National Football League (NFL) estava "conversando" com Gaga para que ela fosse a responsável pelo show do intervalo, com base em sua apresentação do hino nacional dos Estados Unidos no Super Bowl anterior, o que foi rapidamente negado pela liga. Em 29 de setembro de 2016, porém, a cantora anunciou que seria a atração do evento através de seu Instagram, com a mensagem: "Não é uma ilusão. Os rumores são verdadeiros. Esse ano o Super Bowl toca[rá] Gaga!". O show do intervalo ocorreu em 5 de fevereiro de 2017 no Estádio NRG em Houston, Texas, e foi promovido pela Pepsi Zero Sugar.
Inspirações para a apresentação vieram de performances anteriores no evento, nomeadamente as de Michael Jackson, Diana Ross e Bruce Springsteen e, ao contrário dos anos anteriores, não contou com a participação de nenhum outro artista, conforme primeiramente divulgado pela Billboard em janeiro de 2017. O coreógrafo Richy Jackson e o treinador vocal Don Lawrence — que havia trabalhado com Gaga no anterior — participaram dos ensaios, com a cantora e seus dançarinos usando produtos e figurinos de Marc Jacobs, Donatella Versace, Vera Wang e Dr. Martens. A produção da apresentação ficou a cargo do designer de luz Bob Barnhart, da 22 Degrees, Bruce Rodgers of Tribe Inc. e LeRoy Bennett, com o palco sendo criado pela All Access Staging & Productions, equipamento de luz sendo fornecido pela Production Resource Group (PRG) e drones fornecidos pela Intel também sendo utilizados para o show.
A apresentação começou com Gaga cantando "God Bless America" no topo do Estádio NRG, com drones formando luzes de cor azul, branca e vermelha atrás dela; após uma performance de "This Land Is Your Land" e parte do juramento de lealdade dos Estados Unidos, Gaga aterrizou no estádio em uma estrutura pilar cantando "Poker Face". Ela seguiu para o palco principal com seus dançarinos performando "Born Ths Way", foi para um outro canto para apresentar uma versão solo de "Telephone" e carregou um keytar durante a performance de "Just Dance". "Million Reasons" foi cantada pela artista ao piano, com o público iluminando o estádio com a lanterna de seus celulares, enquanto a última canção do repertório, "Bad Romance", foi interpretada por Gaga com um figurino futebolístico e rodeada de dançarinos cobertos de roupas brancas. O show do intervalo recebeu aclamação de críticos de televisão e entretenimento, que elogiaram a performance como um todo, a presença de palco da cantora e seus vocais, considerando-a uma das melhores do evento de todos os tempos, e obteve uma audiência de 117.5 milhões de espectadores — a segunda maior da história do intervalo do Super Bowl, apenas atrás da obtida pela apresentação de Katy Perry dois anos antes.

### Joanne World Tour
Previamente confirmada em entrevista feita por Gaga ao radialista Howard Stern, uma turnê em divulgação à Joanne foi anunciada após a performance da cantora no Super Bowl LI; intitulada Joanne World Tour, foi revelada juntamente com a lista de datas — que incluiria um show único no Brasil, como parte do festival Rock in Rio, no Rio de Janeiro e outros na América do Norte e na Europa — e o início da venda dos ingressos. Concebida pela Tait Towers, sob a gestão de produção de Robert "Hydro" Mullin e direção criativa de LeRoy Bennett, a estrutura de palco da turnê consiste no palco principal lateral que move-se em diferentes configurações, duas plataformas em formato de casulo que servem como passarelas e exibem projeções do show, dois palcos "satélites" e um palco B integrado com luzes de LED. A turnê foi bem recebida por críticos, que elogiaram os vocais e a presença de palco de Gaga, o repertório escolhido, as rotinas coreografadas e estrutura de palco. A alta demanda e o rápido esgotamento de vários shows causaram a adição de novas apresentações, com toda a etapa norte-americana e várias apresentações da fase europeia esgotando-se rapidamente. Originalmente, a digressão seria formada por 60 espetáculos, começando em 1º de agosto de 2017 na Rogers Arena em Vancouver, Canadá, e terminando em 18 de dezembro do mesmo ano no The Forum em Inglewood, Califórnia, Estados Unidos, porém a apresentação no Rock in Rio foi cancelada e toda a etapa europeia foi remarcada para 2018 devido a fortes dores no corpo causadas pela fibromialgia da cantora, com o último concerto ocorrendo em 23 de fevereiro na Mercedes-Benz Arena em Berlim, Alemanha. Mais tarde, dez apresentações na Europa foram canceladas pelo mesmo motivo, causando o término prematuro da turnê em 1º de fevereiro de 2018 na Genting Arena em Birmingham, Inglaterra.

## Impacto
Joanne e suas atividades promocionais foram notados por terem introduzido uma identidade notavelmente diferente de Gaga, tanto no aspectos visuais quanto musicais. A nova estética visual — antes composta por maquiagem pesada, roupas extravagantes e ousadas e agora por maquiagem leve e peças simples e discretas — e musical — anteriormente formada por canções de gênero dance e electropop de ritmo acelerado, com letras obscuras e foco nos ganchos e nas batidas, e que em Joanne é predominantemente constituída por faixas lentas estilisticamente country ou rock, com letras profundas e foco nos vocais da cantora — da intérprete, bem como a sua abordagem profundamente pessoal adotada nas letras e na divulgação do disco, foram os principais aspectos destacados por jornalistas. Para Jesse Lawrence, do The Huffington Post, esta nova imagem da artista a ajudaria a reafirmar novamente seu respeito entre o público e a crítica, que havia entrado em declínio na era Artpop e rapidamente reconquistado com Cheek to Cheek, em que ela iniciou a transição de imagem focando mais em seu vocal ao invés de investir em figurinos extravagantes. Destacando o trabalho da intérprete com "alguns dos nomes mais respeitados da música, incluindo Beck, Father John Misty, Mark Ronson, Kevin Parker, do Tame Impala, BloodPop, Florence Welch, Josh Homme e a cantora country Hillary Lindsey", bem como o anúncio de que ela seria a responsável pelo show do intervalo do Super Bowl LI, Lawrence argumentou que ela é "um brilhante exemplo de resiliência em um mundo de música pop implacável" e escreveu que, caso ocorresse uma turnê em divulgação ao disco — até então não anunciada —, os ingressos poderiam "ser uns dos mais procurados da carreira dela até então". Ao elaborar para o E! Online um artigo em que relacionou as reinvenções e a carreira de Gaga a um dos concertos da Dive Bar Tour, Bobby Caruso analisou que a era Joanne "presta homenagem às origens de Gaga", em referência ao início da carreira da musicista em que ela se apresentava em bares com canções country e rock; para ele, com estas apresentações intimistas, acrescentadas ao estilo visual e musical adotado pela cantora nelas, "Gaga estava finalmente retornando às suas origens".
Escrevendo para a revista V uma matéria destacando as reinvenções de Gaga, Jake Viswanathan introduziu-a argumentando que "a evidência da personalidade Joanne de Lady Gaga já estava ali o ano todo" e adjetivando a cantora de "uma das maiores camaleoas do pop", transcrevendo a sua seguinte declaração: "Eu serei todas essas mulheres para sempre. Eu sou uma transformadora de formas, uma feiticeira da cultura pop. Não sou apenas um ícone. Sou todos os ícones". Para ele, embora tal declaração tenha sido feita para a publicação durante a divulgação de Artpop, ela se aplica igualmente para Joanne devido às constantes revoluções de Gaga, tanto visuais quanto musicais. Avaliando a nova imagem de Gaga, a equipe do portal Idolator considerou a revelação da capa, de conceito simples, um indício de que "Gaga está transmitido essa era de 'pessoa normal' por um certo tempo", adjetivando a cantora de "nova rainha da normalidade". Em uma matéria na qual discutiu a nova era da música pop, Carl Williott, da página supracitada, escreveu que "após anos na era do pop excêntrico, as estrelas estão balançando na direção oposta, [em direção ao] lado da normalização", citando "a recente trajetória de Lady Gaga" e momentos de carreiras de outros artistas como exemplos de que as canções no topo das paradas foram, em suas palavras, "remodeladas". Escrevendo para a MTV, Anne T. Donahue analisou que "Joanne é um sucesso por ser verdadeiro", em que Gaga é normal como todos: "suada, dançante, vulnerável e viva, celebrando seu álbum mais pessoal até a data evocando emoções não forçadas e verdadeiras". Ela comparou a nova abordagem artística minimalista adotada pela intérprete com as de Kanye West, Alessia Cara e Adele e a abordagem pessoal com as de Zayn e Kid Cudi, que também falaram de problemas psicológicos durante as divulgações de seus projetos, dissertando que, ao contrário de "produções em grande escala" como as turnês The 1989 World Tour, de Taylor Swift, e On the Road Again, da boyband One Direction, "agora queremos ver a versão real de nossos heróis. Queremos que a realidade deles nos façam sentir sozinhos, para fazerem nossos próprios sonhos parecerem atingíveis" e concluindo:
| “ | Esse tipo de honestidade pode ser muito a ser pedido dos artistas, mas cria verdadeiras apostas em seus trabalhos. Nós desejamos uma conexão mais profunda com os músicos, e prestamos atenção mais detalhada às suas músicas quando eles nos dão essa conexão. Queremos que pareça que eles são nossos amigos — mesmo que nunca saibamos se essa realidade é parte de uma personalidade grande e menos obviamente dos palcos. Embora, publicamente, seja sensacionalista ou completamente legítimo, eu estou totalmente afim de ser amiga de Joanne. | ” |

Acho que estamos entrando em uma nova era de baladas tradicionais e grandes vocais. Veja, por exemplo, Adele e uma série de garotos com guitarras [como] Ed Sheeran. Estou lendo um livro sobre Frank Sinatra e como ele, Dean Martin e outros do gênero ofuscaram bandas que tocavam guitarras ao passo em que The Beatles e The Rolling Stones inauguraram uma nova era. Creio que completamos o ciclo e estamos voltando à era dos vocalistas.

—Rob Lucas, diretor musical da estação WTSS.
Bianca Gracie, do canal Fuse, notou que com Joanne "talvez ela [Gaga] estivesse cansada de procurar a sua própria emoção, ou talvez quisesse revelar o outro lado de Lady Gaga: Stefani Germanotta" e destacou as diferentes personagens criadas por Gaga para definir cada período de sua carreira musical — a "garota de boates contaminada por dinheiro" em The Fame Monster, a "roqueira raivosa e abertamente sexualizada" em Born This Way, a "'artista' mitológitca" em Artpop e a "rainha do jazz suave" em Cheek to Cheek, concluindo: "Agora, porém, ela está se despindo disso tudo para mostrar o verdadeiro eu que ela redescobriu no meio de sua jornada pessoal". Hayden Manders, da revista Nylon, comparou Joanne ao disco Anti, de Rihanna, no sentido que ambos não eram "essencialmente os álbuns que os fãs queriam", mas sim um que "ela precisava [para si] como figura da cultura pop à procura de estabelecer seus status como ícone, lenda e, verdadeiramente, uma artista". Em reportagem comentando o impacto de "Million Reasons" nas rádios — e consequentemente no público — após a performance no Super Bowl LI, o colunista Gary Trust considerou a faixa uma das responsáveis por trazer de volta a "era de vocalistas". Uma série de radialistas foram entrevistados por ele e falaram sobre a nova percepção do público em relação à Gaga, ao seu talento vocal e à canção, bem como o aumento de recepção e popularidade da faixa — todos conquistados com o impacto da performance no Super Bowl LI; Melony Torres, diretor musical da rádio nova-iorquina WPLJ, opinou que a "performance deu aos Estados Unidos uma razão para acreditar em Gaga novamente". Trust, por sua vez, concluiu: "Em última análise, 'Reasons' está fazendo as rádios e os fãs lembrarem-se dos talentos de Gaga, para além de suas conhecidas personalidade e roupas peculiares". A Forbes creditou a cantora como uma das principais responsáveis pela ascendência do chamado pop acústico, citando a recepção comercial positiva de Joanne e do show de Gaga no Super Bowl como uma influência em projetos de artistas como Miley Cyrus ("Malibu"), Harry Styles ("Sign of the Times") e Kesha ("Praying"). O colunista Hugh McIntyre notou que embora as canções não tenham conquistado um resultado duradouro nas paradas musicais, "o desempenho dessas faixas não significam necessariamente que elas são músicas ruins, mas simplesmente que o público americano não está comprando, ouvindo ou pedindo-as nas rádios para torná-las verdadeiros sucessos" e concluiu que "essa tendência certamente continuará por um bom tempo".

## Lista de faixas
| N.º            | Título                          | Compositor(es)                                   | Produtor(es)                                         | Duração |  |
| 1.             | "Diamond Heart"                 | Stefani Germanotta Mark Ronson Josh Homme        | Ronson BloodPop Lady Gaga Homme [A] Jeff Bhasker [A] | 3:30    |  |
| 2.             | "A-Yo"                          | Germanotta Hillary Lindsey Ronson Michael Tucker | Ronson BloodPop Gaga                                 | 3:27    |  |
| 3.             | "Joanne"                        | Germanotta Ronson                                | Ronson BloodPop Gaga                                 | 3:16    |  |
| 4.             | "John Wayne"                    | Germanotta Ronson Tucker Homme                   | Ronson BloodPop Gaga                                 | 2:54    |  |
| 5.             | "Dancin' in Circles"            | Germanotta Beck Hansen Tucker Ronson             | Ronson BloodPop Gaga                                 | 3:27    |  |
| 6.             | "Perfect Illusion"              | Kevin Parker Germanotta Tucker Ronson            | Ronson BloodPop Gaga Parker                          | 3:02    |  |
| 7.             | "Million Reasons"               | Germanotta Lindsey Ronson                        | Ronson BloodPop Gaga                                 | 3:25    |  |
| 8.             | "Sinner's Prayer"               | Germanotta Josh Tillman Ronson Thomas Brenneck   | Ronson BloodPop Gaga                                 | 3:43    |  |
| 9.             | "Come to Mama"                  | Tillman Germanotta Emile Haynie                  | Ronson BloodPop Gaga Haynie                          | 4:14    |  |
| 10.            | "Hey Girl" (com Florence Welch) | Germanotta Welch Ronson                          | Ronson BloodPop Gaga                                 | 4:15    |  |
| 11.            | "Angel Down"                    | Germanotta Nadir Khayat                          | Ronson BloodPop Gaga                                 | 3:49    |  |
| Duração total: | Duração total:                  | Duração total:                                   | Duração total:                                       | 39:05   |  |

| Faixas bônus da edição deluxe |                     |                                  |                      |         |  |
| N.º                           | Título              | Compositor(es)                   | Produtor(es)         | Duração |  |
| 12.                           | "Grigio Girls"      | Germanotta Lindsey Ronson Tucker | Ronson Bloodpop Gaga | 3:00    |  |
| 13.                           | "Just Another Day"  | Germanotta                       | Ronson Gaga          | 2:58    |  |
| 14.                           | "Angel Down" (demo) | Germanotta Khayat                | RedOne Gaga          | 2:19    |  |
| Duração total:                | Duração total:      | Duração total:                   | Duração total:       | 47:23   |  |

| Faixa bônus da edição deluxe japonesa |                          |                             |                |         |  |
| N.º                                   | Título                   | Compositor(es)              | Produtor(es)   | Duração |  |
| 15.                                   | "Million Reasons" (demo) | Germanotta, Lindsey, Ronson |                | 3:23    |  |
| Duração total:                        | Duração total:           | Duração total:              | Duração total: | 50:46   |  |

Notas
A  - denota co-produtores

## Equipe e colaboradores
Todo o processo de elaboração de Joanne atribui os seguintes créditos:
Gestão
| - Interscope Records: gravadora, proprietária dos direitos autorais - Universal Music Distribution: distribuição nacional/internacional - Universal Music International: licenciamento - Bobby Campbell: gestão - Lisa Einhorn-Gilder: coordenação de produção | - Ashley Gutierrez: assistência à Lady Gaga - John Janick: A&R - Lady Gaga: produção executiva - Mark Ronson: produção executiva |

Locais de gravação
| - Dragonfly Recording Studios (Los Angeles, Califórnia) - GenPop Laboratory (Los Angeles, Califórnia) - Green Oak Studios (Los Angeles, Califórnia) - Gypsy Palace Studios (Malibu, Califórnia) - Pink Duck Studios (Burbank, Califórnia) - Shangri-La Studios (Malibu, Califórnia) - Woodshed (Malibu, Califórnia) | - Vox Recording Studios (Los Angeles, Califórnia) - Diamond Mine Recording Co. (Nova Iorque) - Electric Lady Studios (Nova Iorque) - The Farm (Chiddingfold, Surrey) - Zelig Studios (Londres) - 123 Studios (Londres) - Sol Studios (Playas) |

Visuais e imagem
| - Sandra Amador: figurino - Frederic Aspiras: cabelo - Andrea Gelardin: direção criativa, fotografia - Ruth Hogben: direção criativa, fotografia - Lady Gaga: direção criativa, fotografia - Brandon Maxwell: direção criativa, direção de moda | - Brian Roettinger: design gráfico - Collier Schorr: fotografia - Sarah Tanno: maquiagem - Florence Welch: fotografia - An Yen: design gráfico |

Vocais
| - Lady Gaga: vocalista principal, vocalista de apoio - Hillary Lindsey: vocalista de apoio, vocalista adicional | - Florence Welch: vocalista participante - Don Lawrence: instrução vocal |

Produção
| - Lady Gaga: composição, produção - Mark Ronson: composição, gravação - BloodPop: composição, produção, trilha rítmica, programação rítmica, programação de cordas, programação de sintetizador - Emile Haynie: composição, produção - Josh Homme: composição, co-produção - Hillary Lindsey: composição - Kevin Parker: composição, produção - Beck Hansen: composição - Josh Tillman: composição - Thomas Brenneck: composição - RedOne: composição, produção, mixagem, programação - Jeff Bhasker: co-produção - Ben Baptie: mixagem - Joshua Blair: gravação - Brandon Bost: assistência de mixagem, gravação - Johnnie Burik: assistência de gravação - Christopher Cerullo: assistência de gravação - Chris Claypool: assistência de gravação - David "Squirrel" Covell: assistência de gravação, gravação - Tom Coyne: masterização | - Matthew Cullen: gravação - Riccardo Damian: gravação - Abby Echiverri: assistência de gravação - Tom Elmhirst: mixagem - Serban Ghenea: mixagem - John Hanes: engenharia de mixagem - T.I. Jakke: mixagem - Brent Kolatalo: gravação - Michael Harris: assistência de gravação - Ken Lewis: gravação - Barry McCready: assistência de gravação, gravação - Ed McEntee: assistência de gravação - Randy Merrill: masterização - Trevor Muzzy: gravação - Charley Pollard: assistência de gravação - Benjamin Rice: gravação - Dave Russell: gravação - Brett "123" Shaw: gravação - Justin Smith: gravação, assistência de gravação - Joe Visciano: assistência de mixagem, gravação - Alekes Von Korff: gravação |

Instrumentação
| - Lady Gaga: piano, percussão - Mark Ronson: baixo, guitarra, teclados, cordas mellotron, piano elétrico, sintetizador - BloodPop: sintetizador, teclados, órgão, baixo, bateria - Josh Homme: guitarra, bateria, slide guitar - Kevin Parker: bateria, guitarra, sintetizador - Hillary Lindsey: violão - Jeff Bhasker: sintetizadores - Josh Tillman: bateria - Victor Axelrod: piano, sintetizador - Thomas Brenneck: guitarras - Jack Byrne: guitarra - J. Gastelum Cochema: saxofone tenor - Dave Guy: trompete - Este Haim: percussão - Emile Hayne: bateria, sintetizadores adicionais - Matt Helders: bateria | - Ian Hendrickson-Smith: saxofone barítono - James King: saxofones barítono, tenor e alto - Brent Kolatalo: bateria - Steve Kortyka: saxofone - Sean Lennon: slide guitar - Ken Lewis: bateria - Kelsey Lu: violoncelo - Leon Michels: teclados, mellotron - Tom Moth: harpa - Nicolas Movshon: baixo - Brian Newman: trompete - RedOne: guitarra - Anthony Rossomando: guitarra - Harper Simon: guitarra - Homer Steinweiss: bateria |

## Desempenho comercial

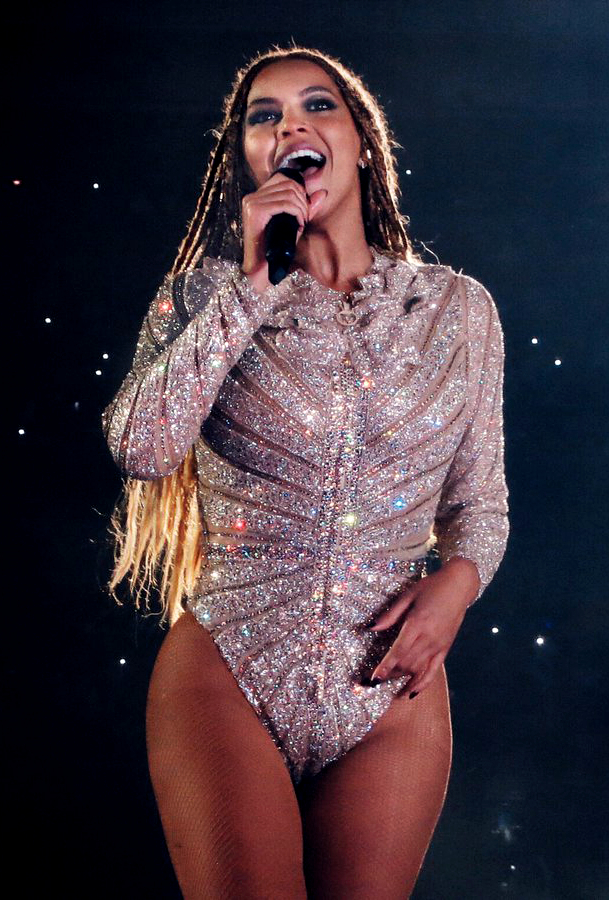
Joanne estreou no topo da Billboard 200 com a segunda melhor semana de vendas para uma cantora no ano de 2016, tanto em termos tradicionais quanto equivalentes, apenas atrás de Lemonade, de Beyoncé (imagem), em ambos os casos.

Em 23 de outubro de 2016, o editor da Billboard Keith Caulfield previu que Joanne estrearia no topo da Billboard 200, tabela que compila os álbuns mais vendidos dos Estados Unidos, vendendo cerca de 140 mil unidades equivalentes. Dois dias depois, este número aumentou, com uma estreia prevista para 180 mil cópias equivalentes e 155 mil "puras" — vindas de vendas físicas e digitais. Os números finais, porém, foram superiores às duas previsões; Joanne debutou no cume da tabela, com 201 mil cópias equivalentes, das quais 170 mil vieram de vendas físicas e digitais — uma "estreia melhor do que esperado", conforme notado por Caulfield —, de acordo com a Nielsen Music, na semana referente a 12 de novembro de 2016. Assim, tornou-se o quarto projeto de Gaga a liderar a parada, em sequência a Born This Way (2011), Artpop (2013) e Cheek to Cheek (2014), marcando também o segundo maior debute do ano para uma cantora — atrás de Lemonade, de Beyoncé, com 485 mil cópias puras e 653 mil equivalentes — e o quarto no geral. Em termos de vendas puras, foi a segunda melhor do ano para uma cantora, e a quarta no geral, ambas atrás de Lemonade. As vendas equivalentes de Joanne na sua semana de estreia foram formadas por 170 mil cópias, 135 mil downloads das faixas individuais e 26 milhões de streams das canções. A estreia do disco fez Gaga ascender-se pela primeira vez ao cume da Artist 100, tabela publicada pela Billboard que mede a atividade dos artistas nas tabelas mais influentes da revista.
Na semana seguinte, Joanne caiu para a segunda colocação da Billboard 200, vendendo 61 mil cópias — uma queda de 70% em relação à semana anterior. Com o impacto da performance de Gaga no show do intervalo do Super Bowl LI, a Billboard calculou que o álbum saltaria da posição 66 para a vice-liderança da primeira tabela, com cerca de 70 mil cópias vendidas e, que, na mesma edição, outro álbum da cantora também entraria entre os dez mais comprados (The Fame, com cerca de 40 mil réplicas). A previsão se concretizou e, assim, o álbum saltou da colocação 66 para a segunda, com 74 mil unidades equivalentes e 48 mil tradicionais — um crescimento de 818% nas vendas equivalentes e de 1,054% nas vendas tradicionais —, enquanto The Fame listou-se no sexto posto; em conjunto, outros discos de Gaga também apresentaram crescimento, nomeadamente Born This Way (25.ª colocação) e Artpop (posição 174). De acordo com a Nielsen Music, 515 mil exemplares de Joanne foram vendidos nos Estados Unidos até abril de 2017. No Canadá, o conjunto debutou na vice-liderança da Canadian Albums Chart com 17 mil e 500 cópias equivalentes, atrás de You Want It Darker, de Leonard Cohen. De acordo com a Canadian SoundScan, o álbum registrou o terceiro melhor número de streams no território naquela semana. Em 4 de novembro de 2016, a Music Canada o certificou como ouro, em reconhecimento às vendas de 40 mil réplicas. Assim como nos Estados Unidos, a apresentação no Super Bowl também causou impacto nas vendas de Joanne no Canadá, pulando do 54.º posto para o segundo, com um ganho de 524% em vendas equivalentes.
No México, Joanne estreou no topo da Mexican Albums Chart, sendo certificado como ouro pela Asociación Mexicana de Productores de Fonogramas y Videogramas (AMPROFON) após vender 30 mil cópias. Obteve desempenho similar na Argentina e no Brasil, debutando no cume das tabelas de álbuns de ambos os países. Em ambas Austrália e Nova Zelândia, o CD estreou na segunda colocação, atrás da trilha sonora The Secret Daughter: Songs from the Original TV Series e de You Want It Darker, de Leonard Cohen, respectivamente; no primeiro território, foi o segundo álbum solo consecutivo de Gaga a estrear na vice-liderança, em sequência à Artpop. No continente asiático, Joanne também obteve um desempenho positivo, estreando na décima posição no Japão e no topo na Coreia do Sul, — na Rússia e em Taiwan, onde vendeu um representativo de 64.37% das vendas totais de álbuns daquela semana.
No Reino Unido, a The Official Charts Company (OCC) calculou que Joanne estrearia na terceira posição da UK Albums Chart, ultrapassado por Nobody But Me, de Michael Bublé, e The Wonder of You, lançamento póstumo de Elvis Presley. Tal se concretizou e o disco debutou no terceiro posto da parada, com vendas de 26 mil e 694 cópias, constatando também no topo da UK Album Downloads Chart, na vice-liderança da Official Albums Streaming Chart, na quinta colocação da Official Physical Albums Chart e na terceira dos álbuns mais vendidos na Escócia. Na semana seguinte, o CD saiu dos dez mais vendidos, caindo para o número 14 com 9 mil e 602 unidades comercializadas. O álbum recebeu uma certificação de prata da British Phonographic Industry (BPI), devido às vendas de 100 mil unidades no Reino Unido, vendendo 90 mil e 624 cópias digitais e físicas até fevereiro de 2017. Com o impacto da performance do Super Bowl, Joanne saltou do número 88 para o 11 na UK Albums Chart, registrando vendas de 5 mil e 289 réplicas. Ao redor da Europa, o produto listou-se entre os dez mais comprados em países como Alemanha, Bélgica, Espanha, Itália, Portugal, Suécia e Suíça. Na França, teve uma estreia abaixo do esperado, entrando na nona colocação da tabela de álbuns com pouco mais de oito mil cópias adquiridas. Yohann Ruelle, do portal Pure Charts, argumentou que o desempenho moderado do primeiro single, "Perfect Illusion" — que, apesar de ter estreado no topo, não obteve estabilidade nas paradas francesas — e a ausência de Gaga na mídia francesa contribuíram com a baixa entrada. Ao final do ano, Joanne foi considerado um dos álbuns com pior desempenho na França em 2016, conquistando apenas 12 mil cópias vendidas e terminando na posição de número 156 entre os mais vendidos do ciclo.
| País — Tabela musical (2016)                  | Posição de pico |
| --------------------------------------------- | --------------- |
| Alemanha (GfK Entertainment Charts)           | 6               |
| Argentina (CAPIF)                             | 1               |
| Austrália (ARIA Charts)                       | 2               |
| Áustria (Ö3 Austria Top 40)                   | 9               |
| Bélgica (Ultratop 50 de Flandres)             | 5               |
| Bélgica (Ultratop 40 da Valônia)              | 6               |
| Brasil (Pro-Música Brasil)                    | 1               |
| Canadá (Canadian Albums Chart)                | 2               |
| Coreia do Sul (Gaon Music Chart)              | 1               |
| Croácia (HVU)                                 | 3               |
| Dinamarca (Tracklisten)                       | 12              |
| Escócia (OCC)                                 | 3               |
| Eslováquia (IFPI Slovenská Republika)         | 2               |
| Espanha (PROMUSICAE)                          | 2               |
| Estados Unidos (Billboard 200)                | 1               |
| Estados Unidos (Digital Albums)               | 1               |
| Estados Unidos (Top Tastemaker Albums)        | 1               |
| Finlândia (IFPI Finlândia)                    | 5               |
| França (SNEP)                                 | 9               |
| Grécia (IFPI Grécia)                          | 4               |
| Hungria (MAHASZ)                              | 12              |
| Irlanda (IRMA)                                | 3               |
| Itália (FIMI)                                 | 2               |
| Japão (Oricon)                                | 10              |
| México (AMPROFON)                             | 1               |
| Noruega (VG-lista)                            | 5               |
| Nova Zelândia (Recorded Music NZ)             | 2               |
| Países Baixos (MegaCharts)                    | 5               |
| Polônia (ZPAV)                                | 10              |
| Portugal (AFP)                                | 4               |
| Reino Unido (UK Albums Chart)                 | 3‎               |
| República Checa (IFPI Česká Republika)        | 3               |
| Rússia (Russian Music Charts)                 | 1               |
| Suécia (Sverigetopplistan)                    | 3               |
| Suíça (Schweizer Hitparade)                   | 3               |
| Taiwan (Taiwanese International Albums Chart) | 1               |

| País — Tabela musical (2016)      | Posição |
| --------------------------------- | ------- |
| Austrália (ARIA Charts)           | 74      |
| Bélgica (Ultratop 50 de Flandres) | 99      |
| Bélgica (Ultratop 40 da Valônia)  | 97      |
| Coreia do Sul (Gaon Music Chart)  | 94      |
| Espanha (PROMUSICAE)              | 92      |
| Estados Unidos (Billboard 200)    | 108     |
| Estados Unidos (Digital Albums)   | 23      |
| França (SNEP)                     | 156     |
| Hungria (MAHASZ)                  | 98      |
| Itália (FIMI)                     | 85      |
| México (Mexican Albums Chart)     | 52      |
| Reino Unido (UK Albums Chart)     | 84      |
| Suíça (Schweizer Hitparade)       | 69      |
| País — Tabela musical (2017)      | Posição |
| Canadá (Canadian Albums Chart)    | 35      |
| Espanha (PROMUSICAE)              | 79      |
| Estados Unidos (Billboard 200)    | 35      |

| Região | Certificação | Vendas     |
| --- | ------------ | ---------- |
| Austrália (ARIA) | Ouro         | 35 000‡    |
| Áustria (IFPI Áustria) | Ouro         | 7 500‡     |
| Canadá (Music Canada) | Ouro         | 40 000‡    |
| Dinamarca (IFPI Dinamarca) | Ouro         | 10 000‡    |
| Estados Unidos (RIAA) | Platina      | 1 000 000‡ |
| França (SNEP) | Ouro         | 50 000^    |
| Itália (FIMI) | Ouro         | 25 000‡    |
| México (AMPROFON) | Platina      | 60 000‡    |
| Nova Zelândia (RIANZ) | Platina      | 15 000‡    |
| Polônia (ZPAV) | Platina      | 20 000*    |
| Reino Unido (BPI) | Platina      | 168 564    |
| *números de vendas baseados somente na certificação ^distribuições baseadas apenas na certificação ‡vendas+valores de streaming baseados somente na certificação |              |            |